# Raffaella Calloni
Raffaella Calloni (Busto Arsizio, 4 maggio 1983) è un'ex pallavolista italiana, di ruolo centrale.

## Biografia
Si avvicina inizialmente alla danza; gioca anche a pallavolo, dopo essersi appassionata al cartone animato Mila e Shiro - Due cuori nella pallavolo, nella squadra dell'oratorio.

## Carriera

### Club
La carriera di Raffaella Calloni inizia nelle giovanili dell'Ardor Bustese; nella stagione 2000-01 entra a far parte del progetto federale del Club Italia.
Nella stagione 2001-02 esordisce in Serie A1, ingaggiata dall'AGIL. Per il campionato 2002-03 veste la maglia di Busto Arsizio, in Serie A2, dove resta tre annate. Nella stagione 2005-06 torna nella massima divizione nazionale, questa volta all'Asystel di Novara, con cui vince la Supercoppa italiana e la Top Teams Cup.
Nell'annata 2006-07 si accasa al Giannino Pieralisi: al club di Jesi è legata per quattro stagioni, conquistando la Coppa CEV 2008-09. Nella stagione 2010-11 difende i colori del Villa Cortese, sempre in Serie A1, con cui si aggiudica la Coppa Italia.
Si trasferisce in Azerbaigian per disputare il campionato 2011-12 con il Baku, militante in Superliqa. Ritorna in Italia nella stagione 2012-13 firmando per l'Imoco, in Serie A1: rimane a Conegliano per due campionati, risultato la miglior giocatrice a muro al termine della reguar season 2012-13, con 59 punti realizzati, per poi saltare quasi completamente la stagione successiva a seguito di un infortunio.
Nella stessa categoria milita a partire dall'annata 2014-15 con il neopromosso San Casciano, restando per tre stagioni: è ancora la miglior giocatrice a muro al termine della regular season 2014-15 con 72 punti realizzati. Per il campionato 2017-18 è al River di Piacenza, ancora in Serie A1: al termine della stagione annuncia il suo ritiro dall'attività agonistica.

### Nazionale
Nel 1999 è convocata nella nazionale italiana under 18. Nel 2000 è nella nazionale under 19, con cui conquista la medaglia d'argento al campionato europeo. Nel 2001 fa parte della nazionale under 20.
Ottiene le prime convocazioni nella nazionale maggiore nel 2005, anno in cui conquista il bronzo ai XV Giochi del Mediterraneo. Ottiene le ultime convocazioni nel 2015 durante i I Giochi europei, arrivando all'undicesimo posto: durante la competizione, nella quale indossa la fascia di capitano, subisce un infortunio alla caviglia.

## Palmarès

### Club
- Coppa Italia: 1

2010-11
- Supercoppa italiana: 1

2005
- Top Teams Cup: 1

2005-06
- Challenge Cup: 1

2008-09

### Nazionale (competizioni minori)
- Campionato europeo under 19 2000
- Giochi del Mediterraneo 2005

### Premi individuali
- 2013 - Serie A1: Miglior muro
- 2015 - Serie A1: Miglior muro